# Macroeconomia
La macroeconomia è la branca delle scienze economiche che studia l'economia a livello aggregato, ovvero si occupa della struttura economica e della performance economica di interi Stati o di entità sovranazionali. È contrapposta alla microeconomia.
Al suo prezioso apporto teorico, la macroeconomia affianca la capacità di compiere previsioni e formulare indicazioni sulle politiche economiche volte a incrementare la ricchezza delle nazioni nel lungo termine come orizzonte temporale. Pertanto, la macroeconomia è un campo di interesse sia per coloro che si occupano di economia (per esempio nel momento in cui si svolge un'analisi di mercato) sia per coloro che si occupano di politica e finanza pubblica (ad esempio un dicastero economico nella regolare attività di programmazione economico-finanziaria).

## Introduzione

### Obiettivi e attività principali della macroeconomia e differenza con la microeconomia
La struttura economica e la performance di uno Stato o di entità sovranazionali. Per esempio, tenta di capire da cosa è innescata la crescita economica nel lungo termine e con che indicatori si misura. Di contro, tenta anche di capire cosa crea il rallentamento della crescita, la decrescita o la stagnazione economica o, nell'ultimo caso, da cosa deriva la fluttuazione dello sviluppo economico. Tra le altre tematiche fondamentali, studia anche l'occupazione, la disoccupazione e l'inattività, e tenta di spiegare cosa causa la disoccupazione sia in tempi di prosperità che di ristrettezze economiche. La macroeconomia si spinge fino a tematiche che riguardano la politica monetaria; ad esempio cerca di spiegare come mai i prezzi (di un prodotto, di una fascia di prodotti come quelli di uso e consumo domestico o di tutti i prodotti sui mercati in generale, siano essi beni o servizi) salgono o calano, ovvero come mai sono soggetti a inflazione o deflazione al punto tale da creare delle vere e proprie crisi.
Siccome le nazioni vivono in un contesto di globalizzazione dei mercati, di aree di libero scambio e di unioni doganali (ad es. Unione europea, GATT, Mercosur, Comunità Andina, ASEAN, Unione Africana, Consiglio di Cooperazione del Golfo...), di esistenza di entità sovranazionali, di flussi facilitati di persone, beni, servizi e capitali (per pagare qualcosa o investire in qualcosa) e di superpotenze globali emergenti unite a paesi in via di sviluppo (PVS) e paesi tuttora sottosviluppati, la macroeconomia spiega anche come questo contesto generico di internazionalizzazione e connessioni tra economie più o meno potenti impatta sulle singole nazioni e sull'economia mondiale (world economy). Pertanto, il target di studio non è solo una singola economia o un'economia sovranazionale e simili (ad es. l'andamento macroeconomico dei paesi membri della Comunità Andina) ma, come terza alternativa, è l'intera economia mondiale. Esistono delle istituzioni globali che si occupano di aspetti di questa portata, come la Banca Mondiale e il Fondo Monetario Internazionale (FMI).
Dagli obiettivi, si possono ricavare alcuni temi fondamentali della materia. Per esempio, se la macroeconomia cerca di studiare la disoccupazione, le sue cause, le sue misurazioni e come si combatte, uno dei temi fondamentali è proprio la disoccupazione.
Quando si tenta di capire come funziona un fenomeno, si sviluppa sempre una teoria macroeconomica, cioè un modello corredato da formule matematiche per effettuare misurazioni e previsioni e che è il frutto della ricerca in campo macroeconomico condotta nelle istituzioni e università (i risultati sono pubblicati in testi scolastici, riviste specializzate e report pubblici consultabili dai database di siti appositi). Tutte queste conoscenze compongono la macroeconomia come campo di studi e materia universitaria. La ricerca è sempre continua nella misura in cui non tutti i problemi di macroeconomia hanno una risposta o alcune teorie in particolare hanno dei sostenitori e detrattori. L'evolvere dell'assetto nazionale, sovranazionale e globale può anche generare nuove sfide per la macroeconomia. Di solito, le teorie macroeconomiche sono dei modelli aventi delle assunzioni base, delle formule e hanno la possibilità di essere usati concretamente e di essere confermati indipendentemente, se sono modelli ben formati e ben formulati.
Un modello va sempre testato empiricamente e, durante la sua elaborazione, lo studioso non deve commettere fallacie e/o essere soggetto a bias cognitivi (e.g. cherry picking, utilizzo di argomentazioni irrilevanti o insufficienti per dimostrare la tesi, bias di conferma ecc.). Il punto di partenza è sempre una domanda di ricerca, una volta preso coscienza di un problema, di un fenomeno, di un'incognita ecc. Questo processo coinvolge l'uso e la produzione di dati economici, che sono reperibili presso istituzioni pubbliche e private. Le prime li rendono disponibili gratis (si pensi per esempio all'ISTAT e alla Banca d'italia o a simili istituzioni in altri stati o ai dati prodotti dalle organizzazioni sovranazionali e internazionali come la Banca Centrale Europea/BCE e l'FMI). Alcune idee in macroeconomia sono largamente condivise, altre ancora sono moderatamente controverse mentre una minore quantità di teorie e tematiche sono estremamente divisive, difficili e controverse.
Oltre allo studio teorico, la seconda attività in macroeconomia è compiere delle previsioni macroeconomiche e statistiche (forecasts) sul futuro in base a un orizzonte temporale; quelli basilari, usati anche in finanza, sono il breve termine (fino a un anno), medio termine (fino a cinque anni) e lungo termine (fino a dieci anni o oltre). Più le previsioni sono nel lungo termine, più sono incerte, ma un certo livello di incertezza aleggia sempre in una qualunque previsione, ragion per cui le previsioni formulate in modo esaustivo di base contengono sempre più di uno scenario; i tre scenari più basilari sono quello ottimista, quello pessimista e quello intermedio tra i due; in alternativa, gli scenari più basilari sono quello più probabile, meno probabile e quello intermedio tra i due (si ricorda che nelle previsioni non esiste la certezza assoluta). Cambiando un solo presupposto su cui si basa la previsione, il risultato finale previsto (outcome) può anche ribaltarsi, ragion per cui le assunzioni base vanno selezionate con cura, esplicitate e sono anch'esse criticabili.
Queste previsioni si possono legare all'attività di analizzare una proposta politica che riguarda un topic trattato dalla macroeconomia, siccome si possono capire gli effetti probabili nel lungo termine o simili; in base alle previsioni, si può decidere se intraprendere o meno un'azione politica o emendarla per migliorarla. L'analisi positiva si limita a identificare le conseguenze di una riforma, mentre l'analisi normativa cerca di capire se si deve mettere in atto concretamente o meno (la scelta finale, in democrazia, spetta ai voti in Parlamento o a eventuali referendum popolari). La figura professionale che si occupa di analisi macroeconomica delle policy è l'analista macroeconomico (macroeconomic analyst), che possono essere consiglieri per i governi o possono lavorare anche per enti pubblici nazionali e internazionali come la Federal Reserve, la Banca Mondiale e l'FMI.
La macroeconomia ha un approccio teorico e pratico, siccome utilizza l'indispensabile conoscenza teorica per proporre delle soluzioni a delle problematiche nell'economia nazionale, sovranazionale e mondiale e che sono di interesse per la politica o per il dibattito intorno al tema (si pensi allo stesso interesse della stampa nazionale e internazionale). Per esempio, i macroeconomisti propongono delle soluzioni per diminuire il livello di disoccupazione, aumentare il PIL/GDP, aumentare i livelli di esportazione in contesto di deficit commerciale, aggiustare i livelli di inflazione o deflazione indesiderati e tenere un buon tasso di crescita economica nel lungo termine, siccome la ricchezza e la crescita generate vanno anche mantenute nel tempo.
Siccome queste soluzioni hanno dei costi in termini di denaro (oltre che di tempo) per essere implementate, esse si collegano direttamente alla finanza pubblica siccome lo Stato, nelle figure dei suoi ministri del governo di turno, deve capire quanti finanziamenti gli servono e come procurarseli (e.g. obbligazioni statali, tasse, prestiti in banca, vendita di asset/beni statali, soldi già accumulati tramite per esempio la partecipazione azionaria o obbligazionaria dello Stato in un'azienda). Pertanto, la macroeconomia non è un campo avulso da collegamenti con altre branche dell'economia e della politica siccome, per esempio, si collega in primis alla finanza pubblica e all'economia monetaria. Laddove si trattano per esempio le cause della disoccupazione legate allo sviluppo tecnologico, come rendere il diritto societario più attraente per le società già aperte e quelle future o la storia economica di una nazione, nascono ulteriori collegamenti secondari più o meno blandi con il campo della scienza e tecnologia, del diritto e della storia.
Alcuni dubbi possono sorgere riguardo alla differenza tra la macroeconomia e la microeconomia: come i nomi indicano in parte, sono l'uno l'opposto dell'altro perché la microeconomia ha le stesse basi e obiettivi della macroeconomia ma li cala in un contesto "micro", più ristretto, ovvero il singolo prodotto (o fascia di prodotto), investimento, mercato, consumatore o fascia di consumatore, lavoratore e azienda/società (a prescindere dalla sua grandezza e dalla market cap, e.g. micro-impresa startup di tipo nano-cap VS grande impresa multinazionale di tipo mega-cap). Il livello di studio non è quello statale/nazionale, in cui tutti i prodotti, investimenti mercati, consumatori, lavoratori e aziende/società sono aggregati insieme senza più distinzione di sorta; non è nemmeno sovranazionale, in cui più stati appartenenti a un'istituzione politica o di altra natura (e.g. i paesi dell'OCSE, del G7 e del BRICS) sono aggregati insieme; non è nemmeno mondiale, in cui tutti gli stati del mondo o gli stati membri delle Nazioni Unite/ONU (cioè quasi tutti) sono aggregati insieme. In sintesi, nella microeconomia il target di studio non raggiunge mai l'aggregato a livello nazionale: il livello di aggregazione è sempre inferiore.
A questo, si aggiunge che la macroeconomia non è equivalente alla politica ma, dal punto di vista della politica, la macroeconomia è un attrezzo: ergo, i due campi possono sovrapporsi ma non sono equivalenti, pure se i teorici o analisti di macroeconomia sono anche politici e viceversa (talvolta, ciò può avvenire). Un politico potrebbe trovare poco attraente una proposta che, dal punto di un macroeconomista, è molto utile in contesto (e.g. imporre delle barriere al commercio o toglierle; entrare o uscire dalla zona euro; aumentare o diminuire la spesa pubblica, i licenziamenti di statali, l'età pensionabile, le tasse ecc.): l'incontro tra politica e macroeconomia può anche essere problematico.

### Il pensiero classico VS il pensiero keynesiano
Alcuni temi e modelli macroeconomici sono controversi e la causa principale è l'esistenza di più scuole di pensiero, filosofie, visioni e approcci, per esempio il monetarismo e la supply-side economics. Ma la più grande e longeva controversia storica è quella tra la scuola di pensiero classica e la scuola di pensiero keynesiana.
L'approccio classico è stato il primo a nascere ed è stato fondato dall'economista scozzese Adam Smith con la sua opera più celebre, "La Ricchezza delle Nazioni" (1776). In essa, ha sostenuto che, in un "mercato libero", l'economia si autoregola e si ottimizza, ed ogni attore perseguendo il proprio interesse consegue anche quello altrui. Nelle condizioni di mercato libero così definito, Smith suggerisce la metafora di una "mano invisibile" che ottimizza le prestazioni del mercato in ogni condizione. Questa "mano" è costituita dalla divisione del lavoro, o meglio dalla specializzazione economica dei suoi innumerevoli operatori, che compiono in ogni istante scelte individuali e differenziate nel luogo e nel tempo che solo questa specializzazione, unita all'interesse individuale, permette di compiere. E queste innumerevoli scelte specialistiche ed ottimizzate non potrebbe essere replicate da un'autorità pubblica. Per dimostrare questo, descrive il noto paradosso dello spillo, comparando il suo bassissimo costo con quello che avrebbe se un solo uomo dovesse occuparsi della sua produzione, dall'estrazione del materiale base in poi. Sia il settecentesco Smith che l'ottocentesco Bastiat estendono questa ottimizzazione all'andamento dei prezzi, regolati dalla legge della domanda e dell'offerta, il cui equilibrio in seguito a sbilanciamenti esterni si riequilibra automaticamente nel caso del mercato, appunto, libero. Al contrario, le ingerenze restrittive dell'autorità pubblica a questo fine non farebbero che ritardare questo ribilanciamento. Un esempio noto di questa idea si può trovare nell'episodio della "carestia a Milano" nei Promessi sposi di Manzoni. Un'altra conseguenza di questo approccio che viene contestata dai suoi detrattori riguarda l'imposizione di paghe minime. Anche questo caso, la teoria classica sostiene che nessun valore può tener conto dei milioni di diversi rapporti personali, le condizioni, le conoscenze, le aspirazioni ed i progetti individuali che possono originare un libero accordo tra un prestatore d'opera ed il suo cliente o datore di lavoro. Al contrario di ciò che i detrattori della teoria sostengono, questo non significa assenza di sistema giuridico o di autorità pubblica che difenda la libertà delle scelte, che dipendono in primo luogo dalla conoscenza delle condizioni (ad esempio: termini scritti delle condizioni contrattuali) e comunque dal rispetto dei diritti inalienabili dell'individuo (approccio sempre giusnaturalista).
Il pensiero keynesiano invece nasce con "The General Theory of Employment, Interest, and Money" ovvero "Teoria generale dell'occupazione, dell'interesse e della moneta" (1936) dell'economista inglese John Maynard Keynes. Quest'ultimo spiegava che la teoria di Smith era sbagliata in quanto, in un contesto di recessione globale (la crisi del 1929, durata per degli anni), il mercato non era tornato rapidamente in equilibrio e l'economia era ancora stagnante e il livello di disoccupazione alto. Ribaltò dunque l'idea di Smith, cioè che i prezzi e le paghe tornano in equilibrio lentamente. Pertanto, per velocizzare il ritorno dell'equilibrio, soprattutto in un contesto di crisi record, Keynes ha proposto l'intervento diretto e massiccio dello Stato, che avrebbe dovuto rimettere in moto l'economia e l'occupazione tramite l'aumento della spesa pubblica (ovvero l'acquisto di beni e servizi da parte dello Stato, e.g. la costruzione di una grande infrastruttura).
I teorici della teoria classica (in particolare: Milton Friedman, nella sua A monetary history of the United States: 1867-1960) nota successivamente come la depressione sia stata originata proprio all'intervento prima espansivo poi improvvisamente restrittivo (anticiclico) dell'autorità monetaria, e che il ritardo nella reazione del mercato a tale crisi (mantenutasi dal '29 fino alla II guerra mondiale) sia legato proprio alle politiche economiche adottate.
In ogni caso, secondo i keynesiani questo aumento avrebbe portato a un aumento della domanda di beni e servizi e dunque avrebbe portato i produttori ad assumere lavoratori. Questi ultimi, con la loro paga, sarebbero tornati a consumare e a chiedere beni. Si sarebbe dunque innescato un circolo virtuoso che avrebbe rimesso in moto l'economia e l'occupazione. Pertanto, astraendo l'esempio, lo Stato può intervenire in aree critiche (e.g. l'inflazione dei prezzi e recessione), deboli o piene di potenziale dell'economia per stimolarle e migliorarle. Keynes è anche considerato il fondatore della macroeconomia moderna e gran parte delle notazioni che si usano oggi risalgono alle convenzioni di Keynes. Il pensiero keynesiano ha soppiantato quello classico fino agli anni '70, quindi al periodo dello scoppio della crisi petrolifera e dell'abbandono del sistema di Bretton Woods, tale per cui il valore del dollaro statunitense era ancorato a quello delle riserve auree. In questo periodo, negli Stati Uniti è scoppiata la crisi di stagflazione ed è entrato in rimonta il pensiero "monetarista" (che ritiene che i prezzi sia legati all'equilibrio tra domanda ed offerta di moneta, cioè il pensiero classico anche a livello monetario) il cui caposcuola è il citato Milton Friedman.
Oggi, i due approcci sono stati approfonditi con numerosi studi, scoperte e aggiustamenti, ma non è mai sparita la loro divisione: un economista, nell'effettuare ricerca e consigliare policy al mondo politico, sceglie una visione dell'economia e dello Stato o l'altra (ma, quando per esempio si scrive un testo universitario di macroeconomia, l'approccio deve essere oggettivo in base a un principio di onestà intellettuale). I detrattori del pensiero classico continuano a criticarlo confondendolo con una specie di teoria dell'anarchia capitalista (esistono effettivamente gli "anarco capitalisti", ma non hanno alla base alcuna teoria se non una totale diffidenza verso ogni intervento pubblico), ma questa critica in realtà equivoca completamente il pensiero "classico".
Altri ritengono che regolamentare le attività economiche in modo da tutelare i lavoratori e i creditori sia contrario alla libertà del mercato, scordandosi della succitata spiegazione di Von Bawerk e dell'ambito giusnaturalista in cui nasce il concetto di "mercato libero".
In ogni caso, le differenze si riscontrano soprattutto in ambito monetario, laddove la teoria keynesiana si può ritenere una economia basata sulla domanda (helicopter money: se distribuiamo moneta in un ambiente povero, questo inizia a produrre ovvero aumenta in modo perenne l'offerta). Un esempio degli esiti di questa teoria può essere rappresentata dai paesi arabi produttori di petrolio, a cui le compagnie petrolifere distribuiscono enormi somme come diritti estrattivi, e con cui i governi di questi paesi costruiscono da decenni industrie che non producono, grattacieli disabitati, strade deserte etc.
Quella classica invece è basata sull'offerta: in un mercato libero, l'offerta produttiva aumenta naturalmente, e compito dell'autorità monetaria è solo aumentare la quantità di moneta in modo proporzionale dopo che tale aumento si è verificato (altrimenti, la domanda non riesce a seguire l'offerta e questa si spegne).
Questo concetto è riassunto dalla frase di Friedman "money matters" (da cui "monetarismo"): la quantità di denaro è importante, sia quando è troppa che quando è troppo poca. In contrapposizione proprio alla keynesiana "money doesn't matter": alle critiche secondo cui l'aumento artificiale di moneta avrebbe creato nel lungo periodo inflazione, e quindi povertà e recessione, Keynes rispose "nel lungo periodo saremo tutti morti". Al che Friedman replicò "oggi è semplicemente l'ultimo giorno di un lungo periodo".
Un altro metodo di confrontare i due approcci è definendo "ciclico" quello monetarista (aumento della massa monetaria sul mercato proporzionale alla sua crescita economica, cioè al PIL) ed "anticiclico" quello keynesiano (aumento quando l'economia è in recessione. Mentre quando è in crescita... anche, ma con aumento dei tassi di interesse). Una delle maggiori critiche a quest'ultima politica monetaria è stato lo studio di Hayek sui cicli economici, per il quale ricevette un premio Nobel.
Anche le modalità di aumento della quantità di mezzo di scambio (moneta) differisce. Il monetarismo prevede esclusivamente l'acquisto di "titoli O.M.O." nel libero mercato, mentre il keynesianesimo propone di aumentare debito e spesa pubblica.
Il dialogo/scontro tra i due approcci perdura, ma non è tanto equilibrato, in quanto la classe politica ha ogni interesse a privilegiare le teorie che promuovono la spesa pubblica, e con questa il consenso di categorie e clientele.

## Misurazione del reddito nazionale: il GDP in tre approcci
La misurazione dell'economia è dovuta (anche) agli studi di Simon Kuznets, Arthur F. Burns e Wesley Mitchell. Molti di questi concetti sono dati e misurazioni che fondamentalmente fanno parte della contabilità del reddito nazionale (national income accounting) e sono spesso usati in macroeconomia. La contabilità del reddito nazionale a sua volta è un framework concettuale per effettuare misurazioni e un simile sistema contabile è presente in tutte le nazioni. Negli Stati Uniti, il sistema di contabilità del reddito nazionale si chiama National Income and Product Accounts (NIPA) ed è stato sviluppato dal Department of Commerce; le misurazioni sono prodotte da un team di statistici ed economisti del BEA (Bureau of Economic Analysis)e sono pubblicati in un report trimestrale liberamente consultabile.
Dato un determinato periodo di tempo t, e.g. il mese di gennaio 2001, l'attività economica di un'intera nazione o simili (in macroeconomia si studiano target con un elevato livello di aggregazione delle componenti) si può misurare:
- in termini di valore aggiunto/value added di tutto l'output (beni e servizi) prodotto (product approach)
- in termini di reddito ottenuto dai produttori dell'output (income approach);
- in termini di spesa totale dei compratori dell'output prodotto (expenditure approach). Questi tre approcci danno la stessa misura dell'ammontare dell'attività economica nel periodo t; semplicemente, la misura si può esprimere in tre modi equivalenti[2].

Per esempio, se si immagina di misurare l'intera attività economica di un'isola che produce arance intere e succo d'arancia, essa si può misurare tramite il valore aggiunto totale (vedi avanti) dei prodotti creati come output finale (e non stadio intermedio) di tutti i processi produttivi oppure tramite il guadagno totale racimolato dagli isolani e ottenuto dalla vendita di tutti i prodotti creati/output oppure tramite la spesa totale di tutti gli acquirenti dei prodotti creati/output dagli isolani, a prescindere che i prodotti siano esportati o venduti, comprati e consumati dentro l'isola. Il reddito nazionale si calcola senza che vi siano applicate tasse di alcun tipo.
- Il product approach, siccome calcola il reddito nazionale assommando il valore aggiunto totale dell'output prodotto da tutti i produttori nel suolo nazionale (misurato con una valuta, e.g. il dollaro statunitense), usa il concetto di valore aggiunto (value added); se la misurazione riguarda un'entità sovranazionale o il mondo intero, l'ampiezza del territorio preso in considerazione aumenta. Il valore aggiunto riferito a tutti i produttori si calcola prendendo il valore di tutto l'output prodotto nella nazione e sottraendogli il valore di tutto l'input acquistato nella nazione (cioè tutti i beni e servizi comprati dai produttori nella nazione). Per esempio, l'input del produttore di arance, se non compra beni e servizi per produrre le arance, è pari a zero, mentre l'input del produttore di succo d'arancia che ha tutto tranne la materia prima è pari alle arance intere che ha comprato dal produttore suddetto, pertanto il suo valore aggiunto è pari al valore di mercato dell'output (i litri di succo d'arancia prodotti) meno il valore delle arance intere comprate (se non si usasse il valore aggiunto, che è una differenza, e si sommassero tutti i ricavi, si partirebbe dal presupposto errato che nell'isola non esisterebbero input e dunque che tutti i produttori siano praticamente autarchici nella produzione). Per fare un rapido esempio concreto, se il venditore di arance intere in un momento di tempo t produce 1000$ di arance e il venditore di succo d'arancia produce 3000$ di succo d'arancia ma ha dovuto comprare 500$ di arance intere dal primo produttore, il reddito nazionale è pari a 3500$, ovvero 1000+2500 (e non a 4000$: sembra che il secondo produttore non debba ripagare il primo siccome non ha acquistato nessun input o dà la falsa impressione che sia autarchico, cioè che si coltivi le proprie arance per spremerle, cosa che non è vera). Si aggiunge a margine che, per valore di mercato (a prescindere che sia preso come un valore a cui adattarsi se si produce lo stesso identico prodotto) serve a generare un ricavo che copre i costi di produzione e permette di guadagnare. Per esempio, se un produttore nell'isola produce mezza tonnellata di noci di cocco, stabilirà un prezzo al chilo (valore di mercato dell'output) tale per cui copre il costo dell'acqua usata per innaffiare le palme, dei biocìdi usati per tenere lontani i parassiti, del costo della manodopera per staccare le noci dalle palme, il costo di trasporto delle noci di cocco nel mercato, l'eventuale costo di produzione di certificazioni e di assicurazione della merce durante il viaggio verso il mercato, il costo di spedizione delle noci di cocco ecc. e infine aggiungerà un margine di profitto/utile.

Si disambigua immediatamente che il fatto che l'output resti invenduto anche in toto non fa differenza: gli standard contabili trattano l'output invenduto e stipato/conservato in magazzino (o simili) come acquistato dal produttore stesso. A margine, si aggiunge che se il bene non deperisce subito, si può sempre vendere in un secondo momento (ma si può deprezzare, e.g. se le arance sono ancora vendibili ma non sono più freschissime). Tuttavia, si disambigua che vengono calcolati solo i beni e servizi nuovi, cioè prodotti ex-novo nel momento di tempo t: tutti quelli già prodotti e immagazzinati non sono calcolati anche se si dovessero vendere tutti.
- L'income approach invece pensa e calcola il reddito nazionale come il reddito totale ottenuto da tutti i produttori nazionali: nell'esempio dell'isola, bisogna sommare il guadagno totale del produttore di arance intere e di quello di succo di arancia (il primo vende tutte le arance intere al valore di mercato di 1000$ e dunque guadagna 1000$ lordi e non netti siccome non si calcolano le tasse da pagare al governo, mentre il produttore di succo d'arancia vende tutto il succo dal valore di mercato di 3000$ e ne ricava dunque 3000$); ma, siccome il secondo ha comprato in input dal primo produttore nei confini nazionali, si deve utilizzare di nuovo il concetto di valore aggiunto. Quindi, se il reddito nazionale secondo il valore aggiunto totale prodotto nella nazione è 3500$, il reddito nazionale secondo il guadagno totale dei produttori nella nazione è sempre 3500$. Non è 4000$, sennò dà la falsa impressione che il venditore di succo d'arancia non debba pagare le arance al primo produttore (se ha stipulato un contratto di compravendita, è inadempienza contrattuale) o che non ne abbia mai comprate siccome è autosufficiente, cosa non vera.
- L'expenditure approach pensa e calcola il reddito nazionale come la spesa totale dei consumatori dell'output della nazione (i consumatori possono essere nazionali e/o trovarsi dall'altra parte del globo terrestre se il prodotto si esporta). Quindi, se il venditore di arance intere per un valore di mercato di 1000$ (se si comprano con altre valute, si cambiano in dollari statunitensi) vende la merce a persone e business (B2C e B2B), gli acquirenti spendono 1000$ (inclusa una ditta che produce succo d'arancia); se il venditore di succo d'arancia per un valore di 3000$ vende il succo, gli acquirenti in totale spendono 3000$ ma bisogna sottrarre 500$ siccome la stessa azienda è a sua volta un acquirente che ha comprato delle arance intere.

L'equivalenza dei tre approcci (valore aggiunto totale = ricavo totale = spesa totale) forma un'identità che viene detta "identità fondamentale della contabilità del reddito nazionale" (fundamental identity of national income accounting).
Quanto al concetto di reddito nazionale, a prescindere dall'approccio con cui è calcolato (sono tre modi di pensare che formano un'identità), esso forma la base del prodotto interno lordo/PIL (gross domestic product/GDP) di una nazione in un dato momento di tempo t. Secondo il product approach, il PIL è il valore di mercato dei beni e servizi finali, ma l'utilizzo del valore di mercato (market value) parte dal presupposto che i beni sono acquistati nei mercati formali, regolari e controllati: viene tenuto in disparte il mercato degli scambi informali (e.g. comprare una bicicletta usata da un amico con un pugno di contanti) e il mercato nero, composto da azioni legali ma svolte di nascosto per non pagare le imposte sul reddito (e.g. farsi pagare un lavoro in contanti e senza rilasciare fattura e/o scontrino) e azioni illegali come la vendita di droga, armi, beni rubati e la prostituzione (fermo restando che in degli Stati la droga e la prostituzione sono regolamentate). e dunque tutta l'economia sommersa (underground economy), a meno che si stima il profitto dell'economia sommersa e si somma al PIL. In più, non tiene conto del valore dei servizi prodotti dallo Stato siccome non sono messi nel mercato: per esempio, il valore creato dal servizio di difesa nazionale non viene calcolato, ma il problema viene aggirato includendo nel PIL il costo di produzione dei servizi del governo (e.g. il costo di acquisto degli armamenti nuovi e la paga dei soldati e delle basi nuove per offrire il servizio di difesa nazionale). In più, bisogna calcolare la differenza tra prodotto intermedio (non sono tenuti in considerazione), prodotto finale e bene capitale/capital good, ovvero un prodotto che non si consuma ma si riutilizza più volte.
Se si prende come esempio un capannone in cui si produce succo d'arancia, le arance intere sono la materia prima e un prodotto intermedio e si mangia/consuma o lavora/spreme, il succo d'arancia è il prodotto finale e si beve/consuma (si potrebbe trasformare in un ghiacciolo all'arancia se si mette al fresco/trasforma) e l'edificio è il bene capitale siccome, di base, dopo dieci anni è ancora in piedi (si possiede, si usa esattamente come le arance per nutrirsi ma dopo dieci anni non sparisce: l'uso non implica il consumo e i concetti non sono sovrapponibili perché il consumo indica la distruzione materiale più o meno immediata. Usare le scarpe, che dopo un anno possono graffiarsi, o bere un'intera bottiglia di succo d'arancia è diverso da usare un edificio per dieci anni, non consumarlo e usarlo per produrre altri beni). Anche i servizi si "consumano" perché terminano quando l'interazione che fa nascere il servizio termina (e.g. se un insegnante insegna macroeconomia alla classe, vende un servizio per conto dell'università, ovvero fare imparare cosa è la macroeconomia a un gruppo di studenti; finito il corso e fatto l'esame, il servizio finisce insieme all'interazione e lo studente ha fruito del servizio siccome ha capito cosa è la macroeconomia, prendendo un caso semplificato).
Gli edifici, gli attrezzi, i macchinari, i computer, i software e i brevetti sono beni capitali e gli ultimi due sono intangibili/immateriali siccome per esempio non si toccano. I beni capitali, insieme alla terra e al lavoro, sono i fattori primari di produzione (primary factors of production) secondo l'economia neoclassica (questa classificazione è ancora usata); possono trovarsi in territorio domestico o all'estero (fattori domestici VS fattori esteri). Quanto al PIL, al calcolo si aggiunge pure il valore dei beni capitali siccome hanno una capacità/potenziale produttivo di nuovi beni. Quanto alle scorte (inventory), esse sono composte dalle materie prime (raw materials) non ancora usate, dai beni non venduti e immagazzinati e dai beni in fase di lavorazione (goods in process) e hanno un valore pari all'investimento effettuato per comprarli (inventory investment): per esempio, se si comprano 100 chili di arance per 2€ al chilo (200€ di investimento) per ricavare il succo d'arancia e ne restano 12 chili inutilizzati e tenuti come scorta (e dunque 24€), i 24€ sono l'investimento di scorta e sono contati nel PIL perché implicano un potenziale di produzione nel futuro: sia il valore dei beni capitali che di investimenti di scorta si considerano "beni finali".
Infine, il concetto di GDP (gross domestic product) non va confuso con quello di GNP (gross national product): il secondo oggi è meno usato e si riferiva ai solo output prodotto entro i confini nazionali, mentre il GDP si riferisce anche all'output prodotto all'estero da aziende avente la sede legale e fiscale entro i confini nazionali: quindi, il GDP contiene in sé anche i casi in cui il lavoro e i beni capitali (e quindi ben due fattori di produzione) per produrre output da vendere nel mondo e/o da reimportare nel paese di sede legale e fiscale sono all'estero. La ricchezza derivata dalla vendita infatti viene riportata in patria. Se dal GNP si sottrae il GDP si ottiene una differenza chiamata NFP (net factor payments from abroad, "pagamenti di fattore netto dall'estero") oppure Net Foreign Factor Income (NFFI): GNP - GDP = NFP, oppure GNP- GDP = NFFI; pertanto, dalla formula ricavata GDP = GNP - NFP si ricava che basta conoscere un valore per ottenere l'altro. Se una nazione ha molti fattori di produzione all'estero perché le aziende delocalizzano molto (anche con incentivi statali) o ha molti lavoratori che sono emigrati all'estero, il GDP e il GNP possono essere due valori molto diversi tra loro.
Il GDP in un dato momento t si può pensare anche secondo l'expenditure approach e l'income approach. Secondo l'expenditure approach, il GDP nazionale è l'insieme di tutte le spese per comprare l'output nazionale (è cioè sia una total production che una total expenditure, l'una equivalente all'altra in base all'identità già accennata). Le spese totali che si assommano e formano il GDP ("Y") sono di quattro tipi: la spesa totale nazionale in consumi (C), la spesa totale in investimenti (I) in beni capitali/capital goods e riserve/inventory (fixed investment + inventory investment) anche prodotti all'estero, la spesa totale governativa o statale/istituzionale/pubblica in beni e servizi (G come "governativa") e il valore dell'esportazione totale netta di beni e servizi all'estero (NX); le spese sono nazionali ma l'output può anche essere prodotto all'estero. Nella spesa governativa, si calcolano l'acquisto di beni e servizi ma altre spese pagate a singoli individui sono effettuate per altri motivi, e.g. inviare denaro statale per pagare per esempio un'assicurazione contro la disoccupazione statale. Pertanto, GDP come spesa totale = consumi + investimenti nazionali + spese governative + esportazioni nette, ovvero Y= C + I + G + NX. Ognuna delle quattro componenti dell'identità (income-expenditure identity), in stati enormi e sviluppati, vale miliardi e forma una certa percentuale del PIL: per esempio, i consumi possono formare il 70% del PIL/reddito nazionale, fermo restando che si sta pensando il PIL come spesa totale.
Quanto alle esportazioni, va considerata anche la bilancia import-export: se il livello totale di esportazioni all'estero di beni e servizi di un paese supera le importazioni dall'estero, la situazione è di surplus commerciale (trade surplus) e l'esportazione netta ha un valore positivo (si può misurare con una valuta o come percentuale di GDP); se per assurdo import e export sono bilanciati, non c'è surplus o deficit; se le importazioni superano le esportazioni, la situazione è di deficit commerciale (trade deficit) e l'esportazione netta ha un valore negativo. Secondo la visione mercantilista, la ricchezza e potenza di una nazione è legata alla grandezza del surplus commerciale.
Infine, il GDP in un dato momento t si può pensare anche secondo l'income approach: è la somma di tutto il reddito dei produttori nazionali (o all'estero ma con sede legale e fiscale nella nazione). In tal caso, si parla di reddito nazionale (national income), che è la somma di otto diversi redditi di cui si forniscono delle informazioni: il reddito dei lavoratori che non lavorano in proprio (compensation income), reddito dei lavoratori che lavorano in proprio (proprietor's income; non deve comprendere i profitti delle corporation e altre persone giuridiche), reddito dei locatori/coloro che cedono un asset in affitto, in leasing o in franchising (rental income of persons), i profitti delle persone giuridiche (corporate profits), interessi netti (net interests), tasse sulla produzione e sulle importazioni (taxes on production and imports), i pagamenti per il trasferimento corrente dei business (business current transfer payments (net)) e il surplus corrente delle imprese governative (current surplus of governative enterprises). Il national income comunque non è uguale al GDP siccome mancano tre valori (vedi avanti).
Quanto ai chiarimenti, il leasing è un affitto tale per cui, allo scadere del contratto di leasing apposito, il bene si può anche comprare a un prezzo di riscatto, tale per cui si sottrae al prezzo del bene il prezzo di tutto l'affitto già pagato. Il franchising invece permette a un negozio o business di affiliarsi a un marchio in cambio del pagamento di canoni mensili o simili detti royalties. Una persona giuridica è per esempio un'azienda o un'istituzione che può avere gli stessi diritti di una persona fisica: si pensi ad esempio a un'azienda che può stringere contratti, indebitarsi, essere portata in tribunale, denunciare fornitori inadempienti, essere titolare di beni/asset che formano il capitale sociale/capitale di rischio e simili (in più, questo capitale sociale può essere dotato di separazione patrimoniale rispetto ai beni di chi ci lavora all'interno, dai semplici lavoratori ai top executive: se c'è separazione, l'azienda soddisfa i crediti solo con il suo capitale e non quello di chi vi partecipa, dunque si parla di autonomia patrimoniale perfetta come nelle Inc. e nelle S.p.A; nella limited partnership LP, i soci partecipanti hanno responsabilità limitata ma colui a cui si delega la gestione ha responsabilità illimitata verso i creditori, tale per cui la soluzione è mista; ecc.).
Gli interessi netti sono un valore ottenuto con una differenza e sono gli interessi guadagnati dagli individui tramite business e simili meno i comuni interessi pagati dagli individui (può essere un valore dunque sia positivo che negativo in base ai casi). Le tasse sulle importazioni possono essere dazi e accise ma, entro i territori di un'unione doganale, sono pari a zero (e.g. UE, GAAT, Mercosur, Comunità Andina, ASEAN, Unione Africana, Comunità Caraibica e accordi di libero scambio, e.g. Cina-ASEAN, Giappone-Asean, Corea del Sud-ASEAN, Giappone-UE ecc.), quindi l'esistenza o meno dipende dai casi e il tipo e peso di dazio dipende da paese a paese; nel caso di unioni federali, va fatta poi una discriminazione tra tasse emesse da singoli stati o imposte da leggi federali valide dunque in ogni stato, e.g. Stati Uniti d'America (50 leggi statali e una legge federale, ma il diritto tributario/tax law è decisamente omogenea). Le tasse sulla produzione invece non hanno nulla a che fare con l'import e includono pure le tasse sulle proprietà immobiliari, ovvero case e terreni (real estate).
La business current transfer payments (net) è rappresentata da pagamenti, ma non sono tasse, bensì donazioni, spese amministrative (e.g. costo di apertura della polizza e versamento del premio assicurativo) e risarcimenti legali. Quanto alle imprese governative o statali, un'impresa è tale se lo Stato vi partecipa in qualità di azionista comprando in gran quantità delle azioni/share (esse sono un prodotto finanziario, un asset finanziario e, insieme alle obbligazioni/bond e ai derivati, una security), anche diventando l'azionista che ha versato più capitale, ovvero l'azionista di maggioranza; in base a quanto ha versato in input, secondo il principio plutocratico, lo Stato (come ogni altro azionista) riceve parte dei profitti generati dall'impresa sotto forma di dividendi (e.g se ha fornito il 30% del capitale sociale, ottiene il 30% dei profitti generati ogni volta). Ebbene, siccome alcune di queste imprese statali (solitamente offrono servizi pubblici come le utenze: acqua, luce, gas) esportano, anche loro possono avere un surplus o deficit commerciale. Se generano un surplus, tutti i surplus si sommano e si usano come componente per calcolare il GDP come reddito nazionale (income approach).
Pertanto, il GDP secondo il terzo approccio è pari al reddito nazionale/national income (Compensation of employees + Proprietors' income + Rental income of persons + Corporate profits + Net interest + Taxes on production and imports + Business current transfer payments + Current surplus of government enterprises) più tre valori: più la discrepanza statistica, più il consumo di capitale fisso (meglio noto come "deprezzamento"), meno il Factor income ricevuto dal resto del mondo più i pagamenti di factor income al resto del mondo. Se si salta l'ultima coppia di operazioni, si ottiene il GNP. Altrimenti, si ottiene il GDP. La stima è lievemente imprecisa se si usano degli arrotondamenti per eccesso o per difetto.
Il GDP può essere suddiviso tra GDP del settore privato nazionale (private disposable income) e GDP del settore pubblico (quello totale è la somma dei due). Il GDP privato (Y privato) si può isolare con una comoda formula aventi quattro componenti da sommare: il net factor payment from abroad NFP, i soldi totali (ed eventuali) ricevuti dal governo (transfers received from the government), i pagamenti di interessi sul debito del governo (i privati possono comprarsi le obbligazioni statali/government bond e vedersele ripagate con interessi alla data di scadenza/maturity date) e le tasse pagate allo Stato, l'unico membro a dover essere sottratto (infatti, è un reddito generato dal governo attingendo dai privati, per la precisione dal loro reddito imponibile; anche le società devono pagare le tasse in base al diritto tributario/tax law in quanto fonte del diritto societario: si pensi all'imposta sui redditi delle società IRES in Italia).
Dunque, Yprivato = NFP + TR + INT - T. Il GDP del settore pubblico (Y pubblico), ovvero il reddito generato solo dal settore pubblico nazionale e pronto per essere allocato/investito dove pianificato (anche a scopo di lucro, e.g. investire in una società per ricavarne profitti da reinvestire), è il "Net government income" ed è pari alle tasse pagate da tutto il settore privato (corporation incluse, fermo restando che possono evadere le tasse nascondendo i soldi in paradisi fiscali/tax haven all'estero o non dichiarando dei proventi e asset nei report finanziari come il foglio di bilancio) meno i soldi dati al settore privato (e.g. per investimenti, bonus o ripagamento di obbligazioni statali con interessi maturati agli obbligazionisti di stato, dunque "transfers" e "interest payments on the government debt"). La formula è Ypubblico = T - TR - INT.

## La ricchezza nazionale e il risparmio nazionale
Una nazione possiede sia ricchezze (e.g. il GDP se si pensa come il reddito nazionale con qualche aggiustamento, income approach) ma anche del gravame, ovvero dei debiti. Le ricchezze totali, perse e/o guadagnate si possono pensare come asset/beni: alla stregua di una persona fisica e giuridica come un'azienda, anche lo Stato è titolare di beni/asset, di un vero e proprio patrimonio statale. Non si limita a miliardi di euro/dollari/ecc. in un conto corrente bancario, ma anche a terreni, edifici, beni culturali come edifici storici, beni intangibili come brevetti e security comprate in borsa o simili per partecipare ai profitti di una società dunque a partecipazione statale ecc. Questi asset sono liquidabili, cioè si possono convertire in denaro se si vendono anche tramite asta (si pensi per esempio a beni pignorati per recuperare crediti in contesto di insolvenza di un privato o di liquidazione di un'azienda). A tutti questi asset, si affiancano le liability (entrambi i concetti si possono vedere anche sul foglio di bilancio di una corporation): esse sono i debiti totali, siccome uno Stato può indebitarsi (e.g. richiedendo prestiti a banche nazionali, straniere o sovranazionali o vendendo obbligazioni statali, dunque soldi che vanno restituiti con interessi entro una certa data in tutti i casi esempio). Esattamente come per i prestiti in banca, lo Stato può indebitarsi e fare perno sulla leva finanziaria mettendo a garanzia del prestito degli asset, quindi parte dei beni e della propria ricchezza. Questi concetti sono analoghi anche in contesto privato e aziendale.
La differenza tra asset e liability, in macroeconomia, viene chiamata "wealth" o "net worth" (ricchezza nazionale, intesa come differenza; non va confusa con il reddito nazionale), cioè il valore totale degli asset liberi da gravame e che, per esempio, si possono ancora usare per investimenti, per chiedere ulteriori prestiti ecc. Siccome è "nazionale", si riferisce alla sfera privata e pubblica messe insieme (gli asset nazionali si possono anche trovare all'estero, per esempio se lo Stato o un privato come una corporation o un singolo azionista comprano dei terreni all'estero e azioni di corporation con sede legale e fiscale all'estero; in più, una nazione in sé ha asset nazionali e stranieri: questi ultimi non si calcolano). Questo stesso valore, misurato con una valuta, si trova anche sui fogli di bilancio delle corporation, ma in accounting si chiama con un terzo vocabolo, "equity", e si può aumentare finanziandosi non a debito (cioè non chiedendo mutui o vendendo obbligazioni, ma emettendo azioni in borsa o over the counter OTC: in corporate finance, si pratica cioè il public o private equity financing invece del debt financing). La ricchezza nazionale è l'insieme di asset privati e pubblici in patria e all'estero, ma quelli all'estero, siccome sono formano gli asset in toto ma la ricchezza nazionale (che è una differenza tra asset e liability), sono asset esteri netti (net foreign asset), ovvero asset stranieri meno liabiliy straniere. Su tutti gli asset può gravare una liability, pure se si trovano all'estero.
Il benessere di una nazione si misura dagli asset totali e dal GDP ma anche dalla ricchezza nazionale, di cui esistono molte trattazioni. Se quest'ultima è bassa perché per esempio si hanno troppe liability, avere anche molti asset non è un indicatore di benessere (nel caso peggiore, lo Stato non può più onorare i debiti a banche e obbligazionisti e dunque va in insolvenza sovrana, aprendo una crisi del debito). La ricchezza nazionale cresce, decresce o oscilla nel tempo e dipende da vari fattori, in primis l'incremento del valore degli asset e la diminuzione del valore delle liability. Il secondo fattore molto più intuitivo che modifica la ricchezza nazionale è il tasso di risparmio nazionale: se si parte dal presupposto l'accumulo di liability e/o la diminuzione di asset fanno entrambi diminuire la ricchezza nazionale, si deduce che tarando al meglio la gestione delle liability si può incrementare la ricchezza siccome ci si indebita di meno. Quindi, siccome si accumulano meno liability e si consumano meno asset in pagamenti di liability (che è diverso da fare investimenti a scopo di lucro), di base si sta risparmiando invece che sperperando. Se il livello di liability si congela, tramite il risparmio e l'aumento degli asset si genera ricchezza nazionale (lo stesso avviene in contesto privato e pubblico, se si scindono).
Pertanto, un primo concetto fondamentale nella trattazione della ricchezza nazionale, oltre all'equazione base asset totali = ricchezza + gravame (da cui si ottiene ricchezza = asset - gravame) analoga all'equazione fondamentale della contabilità asset totali = equity + liability, è il concetto di risparmio (savings, "S"), diviso in risparmio privato o private saving Spvt, risparmio statale/governativo/pubblico o government saving Sgovt e risparmio nazionale/aggregato o national saving S (deriva da un'aggregazione/unione/affiancamento di quello pubblico e privato e matematicamente è un'addizione), il tutto in un dato momento t e data una nazione o simili di riferimento (altrimenti il tutto è avulso dalla realtà). Il risparmio è una variabile di flusso siccome si misura e quantifica lungo un arco temporale, al contrario della ricchezza nazionale che è una variabile di stock.
Il risparmio privato si quantifica con una formula ottenuta da una piccola modifica a quella del GDP privato ed è Spvt = (GDP + NFP +TR +INT -T) -C. Il valore nella parentesi tonda, se preso a sé, si chiama "private disposable income", quindi si può pensare come questo valore meno il consumo privato, che dunque rappresenta una spesa (e non certamente risparmio); gli investimenti in beni capitali, pur essendo spese, non sono citati nella formula siccome non si sottraggono: sono investimenti per migliorare la capacità produttiva futura e non bisogni correnti, immediati o nel breve termine. Il tasso di risparmio privato è una frazione/divisione ed è il risparmio privato diviso il private disposable income.
Il risparmio statale/pubblico si esprime e calcola come una sottrazione ed è il reddito statale medio meno la spesa statale in beni e servizi (per soddisfare i bisogni immediati/correnti). Quindi, Sgovt = (T - TR - INT) -G. Si ricorda che non tutte le spese governative G sono effettuate per soddisfare bisogni immediati: per esempio, se partecipa a una società, aspetta dei dividendi in futuro; oppure si spendono in beni capitali usati nel lungo termine (long-lived capital goods) come strade, ponti, dighe, scuole, ospedali e simili. Il risparmio statale si può anche pensare come surplus nel budget statale (government budget surplus): se il budget sono le tasse meno le spese (spese statali G, pagamenti di interessi a creditori come banche e obbligazionisti di stato INT e pagamenti generici TR), in caso di surplus vuol dire che si raccolgono più tasse di quanto si spende, pertanto da budget govt = T – (G + TR +INT) ovvero budget govt T – G – TR – INT. Chiaramente, nel caso alternativo, le entrate (gettito fiscale proveniente dalla tassazione) sono molto bilanciate rispetto alle uscite; nel caso totalmente opposto, le uscite superano le entrate: in tal caso, si parla di deficit nel budget (il risparmio si può sempre calcolare, ma avrà un valore negativo: -Sgovt). I deficit si possono coprire/finanziare tramite il risparmio privato.
Infine, il risparmio nazionale S è la somma di entrambi i tipi di risparmio (pubblico e privato, che sono le due “anime” di una nazione con un apparato statale e politico) S = Spvt + Sgovt. La formula è lunga ma, semplificandola, esce S = Y + NFP - C - G, ovvero S = GNP - C - G. Una formula alternativa deriva da un rimaneggiamento della income-expenditure identity, che per esteso è S = (C + I+ G + NX) + NFP - C – G: semplificando, si ottiene S = I + (NX + NFP); siccome il contenuto nelle parentesi tonde a sé si dice bilancia dei pagamenti correnti/current account balance CA (può essere un valore positivo o negativo), allora S = I + CA. Quanto alla bilancia dei pagamenti, se le spese in liability superano le entrate (pagamenti ricevuti e investimenti per ottenere asset e a scopo di lucro), si crea uno sbilanciamento ed essa è negativa ("va in rosso"), mentre se le entrate superano le uscite la bilancia si dice che è positiva. In base a questo contesto, CA è un valore misurato con una valuta che può essere positivo o negativo. Quanto all'equazione, da essa si nota come l'aumento della ricchezza nazionale (espresso come risparmio) aumenta anche in un terzo modo: non solo la modifica del valore di asset e/o liability e indebitandosi di meno per ripagare meno debiti, ma anche investendo per acquistare asset nazionali anche all'estero, tale per cui aumenta la quantità di net foreign asset (contemporaneamente, non bisogna incrementare di colpo il livello di liability).
La terza identità fondamentale in macroeconomia si ottiene da una modifica di S secondo la prima formula: sottraendovi da entrambi i lati il deficit di budget -Sgovt, si ottiene Spvt = I + (- Sgovt ) + CA, detta uses-of-savings identity.

## I tipi di variabili macroeconomiche e le variabili fondamentali
Una variabile economica è un dato/quantità che si tiene in considerazione nelle formule, modelli e analisi e, come dice il nome stesso, è un dato che varia nel tempo siccome aumenta o diminuisce in modo più o meno marcato (cioè oscilla). Le variabili si usano non solo in macroeconomia, ma anche statistica, matematica e fisica tra i vari campi.
Di base, esistono variabili dipendenti e indipendenti: le prime sono legate al variare di altre variabili, mentre le seconde no.
In macroeconomia, le variabili che sono misurate in base a unità di tempo sono dette variabili di flusso (flow variables), mentre le altre, ovvero le variabili di stock (stock variables), sono definite in un preciso punto nel tempo/momento temporale (una data precisa, anche corredata di ora, minuto e secondo) e non lungo un'unità più o meno lunga (e.g. misura trimestrale/"quarterly", misura semestrale, misura annuale, ultima settimana, ultimi due giorni VS 1 gennaio 2001). Per esempio, il GDP stesso è una variabile (a sua volta calcolata con variabili) ed è una variabile di flusso siccome si misura annualmente e il valore si riferisce lungo l'intero anno. Di contro, il capitale sociale di un'azienda o i soldi in un singolo conto corrente o il valore totale di tutti gli hedge fund nel mondo è una variabile di stock siccome la misurazione si riferisce a una precisa data.
Una variabile che si misura in base ai prezzi di un anno di riferimento (prices of a base year) si dice variabile reale e un esempio è il GDP reale (negli Stati Uniti, si chiama anche constant-dollar GDP). Di contro, una variabile nominale si riferisce a una variabile misurata in base al valore corrente/immediato/attuale dei prezzi (che chiaramente oscillano lungo il tempo) e un esempio è il GDP nominale (che, per questa sua caratteristica, negli USA è anche detto current-dollar GDP), che deve essere calcolato con variabili interamente reali per coerenza. Il concetto di "reale VS nominale" si applica anche altrove, per esempio nel contesto del valore delle azioni (valore reale VS nominale) e, in generale, le variabili nominale sono dunque influenzate dalla moneta (che è invece neutrale verso le variabili reali). La separazione tra variabile reale e nominale è detta dicotomia classica.
In macroeconomia, le variabili si riferiscono a formule e modelli che riguardano l'economia a livello nazionale e oltre, pertanto si dice che la variabili sono "aggregate" siccome raggiungono un alto livello di aggregazione, cioè raggruppamento e somma indistinta.
Le variabili fondamentali in macroeconomia sono:
- il prodotto interno lordo (PIL o, in inglese, gross domestic product/GDP), pensabile come la somma del valore dei beni e servizi finali prodotti in un paese in un tempo determinato; un suo incremento aumenta la domanda di moneta a scopo transattivo;
- il prodotto interno nazionale (gross national product/GNP);
- il consumo (C);
- l'investimento (I), che si distingue in scorte e in investimenti fissi: sommatoria dei beni e servizi in grado di incrementare lo sviluppo della capacità produttiva di un paese;
- il risparmio (S), differenza tra reddito e consumo, che può essere investito anche in moneta e in obbligazioni;
- la ricchezza nazionale;
- le esportazioni all'estero (X);
- le importazioni dall'estero (M);
- la domanda (domanda aggregata) e l'offerta complessiva (offerta aggregata) di un paese ("complessiva" perché si aggregano in quanto si lavora in campo macroeconomico); l'eccesso di offerta di beni rispetto a una domanda (che dunque è più che sufficiente) incrementa le scorte e induce gli imprenditori a diminuire la produzione; viceversa, una grande domanda contro una bassa offerta induce a produrre di più; a questo meccanismo si lega la legge della domanda e dell'offerta;
- la bilancia dei pagamenti, che si suddivide in due sezioni: in partite correnti (incassi e pagamenti) e in movimenti di capitale (investimenti di capitale e di portafoglio);
- l'inflazione, per la precisione il tasso d'inflazione;
- il tasso d'interesse di mercato (tasso d'interesse nominale e tasso d'interesse reale), che ha l'importante funzione di riequilibrare l'offerta e la domanda di moneta: quando aumenta fa diminuire gli investimenti e quindi la domanda aggregata, il reddito e la domanda di moneta a scopo transattivo; fa anche diminuire il prezzo dei titoli obbligazionari e quindi innalza il reddito degli stessi: ciò incentiva l'acquisto di obbligazioni e disincentiva la detenzione del risparmio in moneta; ne consegue una riduzione della domanda di moneta a scopo speculativo;
- la disoccupazione, per la precisione il tasso di disoccupazione;
- le aspettative degli operatori;
- la politica fiscale del governo;
- il saldo del bilancio dello Stato, che esprime la differenza tra le entrate e le spese correnti; diventa positivo all'aumentare delle imposte (TA) ed al diminuire della spesa per beni e servizi (G) e dei trasferimenti (TR);
- la moneta; assente nell'economia di baratto, che per funzionare necessita di una coincidenza di bisogni, riveste un ruolo fondamentale nelle transazioni di beni e servizi; in teoria qualunque bene può assumerne il ruolo, a condizione che tutti gli individui siano disposti ad accettarlo; la moneta ha la triplice funzione di intermediario negli scambi, di unità di conto e di riserva di valore e può essere suddivisa in due componenti: circolante e deposito in conto corrente; il mercato della moneta tende all'equilibrio molto più velocemente del mercato dei beni e servizi;
- la politica monetaria della banca centrale (per esempio la Banca centrale europea, la Federal Reserve e la Banca Popolare Cinese).

## Tasso d'inflazione e tasso d'interesse
Tutti i beni e servizi hanno un valore misurabile con una valuta (nel caso limite, possono valere zero), ma il valore può fluttuare non solo a causa del bene stesso (per esempio una macchina nuova che si usura e che diminuisce in valore siccome si deprezza, a meno che si tiene in manutenzione o si modifica e potenzia in qualche modo) ma anche a causa del tasso di cambio tra una valuta e l'altra. L'indice di prezzo può aumentare o calare nel tempo e questa oscillazione si può quantificare (anche) come una percentuale.
Un indice di prezzo è una misura del prezzo medio di un determinato bene o servizio o di una fascia di essi (e.g. il pane VS gli alimentari) in un anno specificato. Siccome il valore aggregato i beni e i servizi rientra nel calcolo del PIL, il relativo indice di prezzo si chiama "deflattore del PIL" (GDP deflator), si calcola ogni trimestre e si usa per calcolare il PIL reale: PIL reale = PIL nominale/(deflattore del PIL/100).
Un altro indice di prezzo fondamentale è l'indice dei prezzi al consumo (consumer price index, CPI), che misura per la precisione proprio i prezzi dei beni di consumo e si calcola ogni mese (per esempio, negli Stati Uniti è calcolato mensilmente dal Bureau of Labor Statistics).
Il tasso di inflazione dei prezzi, sempre riferito a due punti temporali (t, t+1) e indicabile come πt+1, è legato direttamente all'indice dei prezzi siccome il tasso d'inflazione si calcola osservando la percentuale di incremento degli indici di prezzo in un dato periodo (e.g. negli ultimi due anni, dal 2001 al 2003 ecc.). Se Pt è il livello di prezzi in un punto temporale t and Pt+1 è il livello di prezzi in un punto temporale successivo t+1, se la differenza tra il secondo e il primo si indica come ΔPt+1 allora il tasso di inflazione si misura come πt+1 = ΔPt+1/Pt. Il tasso d'inflazione dunque misura quanto aumentano i prezzi di beni e servizi.
Il tasso d'interesse su un asset è un'altra variabile economica e anche macroeconomica tra le più basilari; gli interessi riguardano il banking siccome si pagano interessi sui soldi prestati (anche i soldi sono asset e sono liquidi), la corporate finance e la finanza pubblica siccome si pagano interessi su obbligazioni/bond societari e statali e anche la macroeconomia siccome gli interessi si possono aggregare. Il tasso d'interesse può fluttuare/oscillare nel tempo e il tasso d'interesse aggregato si può postulare siccome gran parte dei tassi d'interesse esistenti tendono a oscillare insieme (le cause di oscillazione, come per l'inflazione, sono molteplici). L'interesse è, infine, un margine di profitto per chi presta il denaro se viene richiesto (nella finanza islamica, gli interessi sono vietati per motivi religiosi, ragion per cui i profitti vengono generati in altri modi). Anche in questo caso, il tasso di interesse si divide in tasso d'interesse reale (real interest rate o real rate of return) e tasso d'interesse nominale "i" (nominal interest rate o nominal rate of return). Quello reale indica il tasso al quale il valore reale di un asset incrementa nel tempo, mentre quello nominale è il tasso al quale il valore nominale di un asset incrementa nel tempo. Conoscendo un tasso, si può derivare l'altro: tasso d'interesse reale = i -π, dove pigreco si riferisce all'inflazione. Siccome il tasso d'interesse reale si lega alla moneta, i prestatori/creditori, i debitori e i correntisti non sanno con certezza come sarà nel futuro: conoscono in partenza solo quello nominale, mentre quello reale attesto "r" si può precalcolare senza certezza assoluta e con errori marginali in base al tasso d'inflazione previsto/atteso (πe). Il tasso di interesse reale atteso (expected real interest rate) in un punto temporale futuro è r = i - πe. Quanto al tasso d'inflazione atteso, si calcola tramite dei sondaggi (survey) o si prende il tasso calcolato da enti privati o dal governo o, come terza possibilità, si prendono i più recenti tassi di inflazione e si proiettano nel futuro.

## La produttività, il mercato del lavoro e la disoccupazione
La produttività nazionale totale, ovvero la capacità di produrre output sotto forma di beni e servizi di una nazione o simili (si tratta solo la quantità e non la qualità o simili), dipende dagli input, cioè componenti in ingresso che, combinanti insieme, costituiscono prodotti e servizi intermedi che infine diventano l'output finale. Gli input sono i beni capitali (capital goods), il lavoro (labor), le materie prime (raw materials), la terra di proprietà (land) e l'energia (energy; si può pensare come le utenze: acqua, elettricità e gas, anche ottenibili da fonti rinnovabili). Gli input specifici per la produzione si dicono "fattori di produzione"; Smith fu uno dei primi a trattarli e nel Settecento li indicò come "fattori primari di produzione" (terra, lavoro e capitale; a ognuno corrisponde una remunerazione per l'acquisto: soldi dell'affitto, salario/stipendio, interessi sul capitale). Di base, più quantità di fattori di produzione si usano, più output si produce; a monte, l'input va comunque ottenuto tramite una catena di rifornimento o simili (si pensi alle materie prime e alle utenze e a incidenti che bloccano la catena di rifornimento o che rendono l'acquisto difficile, per esempio blackout di massa e inflazione del prezzo delle materie prime). I due fattori più importanti sono i beni capitali e il lavoro.
L'output in primis dipende dalla quantità di fattori usati, ma anche come si scelgono e usano (e.g. avere 10 macchinari rudimentali e artigianali per produrre scarpe VS avere 2 super-macchinari moderni e elettronici per produrre scarpe; usare al meglio le risorse VS sprecare le risorse; usare vecchi macchinari e 100 operai per produrre VS usare tecnologie di automazione e 20 operai per produrre). Una formalizzazione che spiega il rapporto tra output, capitale e lavoro è la funzione di produzione (production function): Y = AF(K, N), in cui Y è l'output reale prodotto in un dato momento di tempo t (ed è anche il GDP secondo il product approch, che sostanzialmente si può pensare come un ipotetico "output approach"), A è un numero che misura la produttività totale (total factor productivity o "productivity"), K è il capitale utilizzato nel dato periodo ("capital stock"), N è il numero di lavoratori impiegati nel dato periodo mentre F indica una funzione che relaziona Y ai due componenti K e N. La funzione si applica sia a livello nazionale che in singole aziende, ragion per cui si usa e studia sia in macroeconomia che in microeconomia. Siccome l'output Y è nazionale, la produttività, il numero di lavoratori (milioni) e il capitale usato (milioni o miliardi misurati con una valuta) sono aggregati.
La produttività A può oscillare nel tempo e l'aumento o diminuzione si può misurare in percentuale. Y, K e N possono oscillare nel tempo e la variazione si indicano come ΔY, ΔK e ΔN. Il prodotto marginale di capitale (marginal product of capital) MPK è l'incremento in output Y derivato da un incremento in K (beni capitali usati) di un'unità; siccome tutto ciò si riferisce a oscillazioni, i componenti sono ΔY e ΔK e la formula, intuitivamente, è MPK = ΔY/ΔK. Il valore di MPK è sempre positivo e diminuisce se K (capital stock) aumenta, siccome l'aumento di output Y rallenta man mano che si continua ad aumentare K e si tiene fisso N/il numero di lavoratori: se si hanno 100 lavoratori e 10 macchine a bassa automatizzazione si produce poco, se si hanno 100 lavoratori e 50 macchine si produce di più, se si hanno 100 lavoratori e 100 macchine l'output può diminuire e se si hanno 100 lavoratori e 1000 macchine l'output può essere minimo (ciò si nota anche da una rappresentazione grafica). Un concetto analogo è quello di prodotto marginale del lavoro (marginal product of labor) o MPN: esso è l'output aggiuntivo prodotto da ogni unità di lavoro (numero di lavoratori); i suoi componenti sono ΔY e ΔN e la formula, intuitivamente, è MPN = ΔY/ΔN. Un concetto analogo, il prodotto del ricavo marginale del lavoro MRNP misura i benefici di impiegare un lavoratore extra in termini di reddito prodotto. Per calcolarlo, è sufficiente sapere già MPN e aggiungergli l'output totale che riesce a creare il lavoratore extra (e.g. in un giorno di lavoro), ovvero P (come "prodotto" o simili) misurato con una valuta e effettuare una moltiplicazione: MRPN = P x MPN, ovvero MRPN = P x ΔY/ΔN.
Laddove ci sono sbalzi nella produttività totale Y (anche molto marcati e improvvisi) tale per cui aumenta o diminuisce, si parla di "supply shock" o "productivity shock". In generale, la produttività oscilla nel tempo. Se la produttività aumenta, si parla di supply shock positivo/benefico (e.g. in caso di innovazioni in tecnologia, come la diffusione dei computer, di internet, dei robot e delle auto che si guidano da sole, e innovazioni delle best practice manageriali), altrimenti si parla di supply shock negativo/avverso (e.g. in caso di disastri climatici o incidenti su vasta scala). Un supply shock positivo impatta positivamente sul MPN (prodotto marginale del lavoro): si immagini l'introduzione di un macchinario o di una best practice manageriale che aumenta la produttività di ogni singolo operaio.
I beni capitali/capital goods K oscillano o vengono ricambiati in primis a causa dell'innovazione tecnologica e della loro usura contemporanea al deprezzamento (e.g. macchinari che invecchiano nel tempo e in più vengono superati da tecnologie più evolute o completamente nuove e ground-breaking; anche a tenere sotto manutenzione, riparazione e assicurazione un macchinario nel tempo, potrebbe essere superato dall'innovazione tecnologica). L'impatto sull'output Y è lento siccome il loro ricambio non è estremamente veloce. Dunque, se delle analisi in merito sono nel breve termine (e.g. qualche mese), i beni capitali K si possono trattare come fissi. Il lavoro N come numero di lavoratori può cambiare più velocemente tramite assunzioni e licenziamenti (questi ultimi possono anche licenziarsi spontaneamente). In più, il contributo dei lavoratori come lavoro apportato può fluttuare siccome i lavoratori possono effettuare saltuariamente degli straordinari (possibilmente pagati). In più, un individuo può iniziare a lavorare molto presto e finire sempre più tardi con l'aumento dell'età pensionabile, pertanto, a livello aggregato (il livello privilegiato della macroeconomia), i cambi di produzione/output nazionale può oscillare anche in base proprio a N.
I lavoratori non sono tutti uguali siccome alcuni possono avere più titoli ed esperienza di altri e avere diverse attitudini e ambizioni, ma in macroeconomia per semplificare si possono considerare come tutti uguali. Il mercato di assunzioni e licenziamenti forma, in senso astratto, il mercato del lavoro; le imprese decidono chi, quanto e quando assumere. Nel gestire le assunzioni, in particolare, le aziende rincorrono il maggiore profitto possibile (in generale il profitto, che è la parte di ricavo dopo che tutti i costi sono coperti, è ricavo - costi di produzione e tasse) e le assunzioni di lavoratori chiave (un'analisi costi-benefici o simili dà il via libera) o assunzioni tarate in modo tale da non sprecare risorse sono cruciali; infine, l'output/quantità di beni e servizi prodotti deve essere aumentato tramite le assunzioni o licenziamenti. Un lavoratore extra è utile se produce più output e profitti nonostante una paga extra (che, nel caso di lavoratori in posizioni alte, e.g. i top executive di una corporation, può essere alta). Se l'output maggiore è uguale o inferiore al costo del lavoratore, se assunzioni si fermano (o non si effettuano nemmeno). Il costo di un lavoratore è pari alla sua paga (a cui, eventualmente, si aggiungono diritti come il congedo parentale, che però non si usano obbligatoriamente), che però si distingue in paga reale ω e paga nominale W: per la precisione, la paga reale (real wage) è ω =W/P (paga nominale diviso il prezzo di un'unità di output, e.g. una bottiglia di succo d'arancia). La paga, comunque, può oscillare nel tempo senza che l'orario di lavoro subisca una diminuzione (per esempio, in contesto di dissesto finanziario locale o nazionale o internazionale, le paghe possono anche dimezzarsi); se è a cottimo, se la paga reale si dimezza, il lavoro deve raddoppiare per riottenere la paga reale iniziale. Pertanto, la domanda di lavoro funziona su questi principi.
Il lavoro, in macroeconomia, serve per ricevere il denaro della paga (non si tiene conto della soddisfazione dei singoli o di altri fini/scopi) per comprare i beni di prima necessità e gli eventuali beni di lusso e per finanziare le attività non lavorative (off-the-job activites), dette "svago" (leisure); lo svago non include solo gli hobby (e.g. studiare il cinese e la macroeconomia, anche in modo molto serio, o divertirsi a sperimentare con i succhi d'arancia), ma anche tutte le attività vitali e bisogni primari che non sono attività lavorative, come stare con gli amici, la moglie e i figli, mangiare, bere, dormire e tutti gli altri bisogni primari. Il livello di felicità ottenuto dai beni e servizi consumati e dal tempo totale speso in svago viene detta "utility". Il lavoro e la paga che ne deriva devono massimizzare il livello di utility: una paga molto bassa porta per esempio a nutrirsi di meno o sacrificare hobby che danno utility come imparare il cinese e la macroeconomia perché non si hanno i soldi per comprare i libri o andare a seguire un corso in presenza o online.
Siccome il lavoro non è svago, la paga deriva dal tempo e sforzi sottratti allo svago e impiegati a lavorare. Tra i due, dunque, si forma una specie di bilanciamento. La tendenza di offrire più lavoro e sottrarre tempo e sforzi allo svago per ottenere un'alta ricompensa (cioè più denaro della paga per potersi permettere più svago) viene detto "effetto di sostituzione di una maggiore paga reale" (substitution effect of a higher real wage). I soldi guadagnati aumentano se si lavora di più o se, senza aumentare le ore di lavoro, la paga aumenta (e.g. a causa di promozioni o altri motivi): un incremento nella paga reale incrementa la ricchezza dei lavoratori. Quando aumenta la ricchezza, di base i lavoratori possono passare più tempo a svagarsi, pertanto a seguito dell'arricchimento possono anche permettersi di fornire meno lavoro. Questo fenomeno si chiama "income effect", riferito a una paga reale più alta. Quindi, l'apporto di lavoro dato da un lavoratore oscilla a causa di due effetti che vanno in direzioni opposte.
La domanda e offerta del lavoro nel mercato del lavoro (domanda aggregata/"aggregate demand for labor" e offerta aggregata/"aggregate supply for labor" siccome si lavora in contesto macroeconomico) possono essere bilanciate o sbilanciate: nel caso più critico, l'offerta di domanda supera la domanda (oppure l'offerta è composta da posti di lavoro obsoleti o da lavoratori con abilità obsolete a causa in primis dell'innovazione tecnologica e delle varie scienze o da lavoratori senza i titoli richiesti, ma in macroeconomia i lavoratori si possono considerare come tutti uguali l'uno con l'altro). Se l'offerta supera la domanda (gli altri sotto-casi si ignorano perché si considerano i lavoratori come tutti uguali), si crea la disoccupazione. Il disoccupato è un individuo che cerca attivamente il lavoro nel mercato del lavoro ma non lo trova e tale per cui, se non ha tutele, soffre economicamente o deve emigrare all'estero e spendere la sua formazione non in patria ("cervello in fuga"). Il disoccupato, anche in statistica, non va confuso con l'inattivo, cioè colui che non ha lavoro e non lo cerca attivamente, per esempio perché è senza stimoli e speranze. Se in più non stanno nemmeno studiando (e.g. upskilling e/o reskilling), si parla di NEET (Neither in Employment or in Education or Training).
Il tasso di occupazione e disoccupazione in una nazione oscilla nel tempo la disoccupazione può acutizzarsi in momenti di crisi o di passaggio (e.g. grandi innovazioni tecnologiche o crisi economiche internazionali). L'offerta aggregata del lavoro si può rappresentare in un grafico ed è descritta da una curva crescente, la aggregate labor supply curve, che muta in base al mutare delle variabili (è uno dei grafici più basilari della macroeconomica insieme alla curva della domanda e dell'offerta e ad altre rappresentazioni grafiche basate su due assi cartesiani, dunque due dati intrecciati X e Y). Negli Stati Uniti, la disoccupazione si misura attraverso dei sondaggi. Le tre categorie di classificazione sono: occupato (chi lavora a tempo pieno o parziale nella scorsa settimana, incluso chi è stato malato o ha preso un congedo), disoccupato (chi non ha lavorato nella scorsa settimana ma cerca attivamente lavoro), "non nella forza lavoro"/not in the labor force se non ha lavorato e non cerca il lavoro (inoccupati, studenti a tempo pieno, casalinghe e pensionati).
La forza lavoro dunque è composta da occupati e disoccupati, mentre chi non ne fa parte sono inoccupati ma anche altre categorie, che per logica sono fuori dalla forza lavoro ma non tutti sono inoccupati. La disoccupazione si calcola in milioni di persone senza lavoro o come un tasso di disoccupazione (unemployment rate). La percentuale di chi fa parte della forza lavoro, a differenza di coloro che non ne fanno parte, si dice "tasso di partecipazione" (participation rate), da non confondere con il tasso di occupazione (chi partecipa alla forza lavoro è occupato o disoccupato). Questi tassi fluttuano nel tempo sia perché il mercato del lavoro è in flusso costante, sia a causa delle eventuali crisi economiche che portano a crisi di occupazione. Anche il periodo di disoccupazione (unemployment spell), caratterizzato da una durata/duration, può durare da qualche settimana o uno/due mesi circa a, in qualche altro caso, fino a un anno circa; più dura, più in primis il danno economico è considerevole (si può arrivare alla vendita di asset fondamentali come l'auto e la prima casa).
La disoccupazione pari a zero assoluto è impossibile pure se l'economia non è in dissesto a causa della costante evoluzione tecnologica: l'automazione permette l'assunzione di meno lavoratori se il task è routinario (a meno che si tiene conto dello sviluppo dell'intelligenza artificiale) e l'innovazione tecnologica di base fa perire nuovi lavori e ne fa nascere altri, laddove non si limita a affiancare il lavoratore (e.g. scrivere con carta e penna VS con la macchina da scrivere VS con il computer: il lavoratore non viene sostituito). La nascita di nuovi lavori richiede nuove hard skill e soft skill e le prime si acquisiscono in un tempo più o meno lungo (settimane o mesi) tramite l'upskilling o reskilling, quindi alcuni lavoratori possiedono delle skill obsolete e/o non aggiornate. Questo tasso fisiologico di disoccupazione perenne si dice "disoccupazione strutturale" (structural unemployment). Laddove il lavoratore viene travolto da queste cause, non trova lavoro o deve accontentarsi di lavori a bassa qualificazione, tale per cui il lavoratore si può licenziare e cambiare facilmente (ammesso che il lavoro non sia automatizzato). La seconda casistica della disoccupazione strutturale riguarda altre caratteristiche come le barriere linguistiche o la discriminazione in base a qualunque causa: etnia, sesso, stazza, orientamento sessuale, religioso, possesso di handicap ecc. La terza è il declino di un'industria di fronte alla concorrenza, che causa sempre dei disoccupati (e.g. i produttori di succo d'arancia in America piuttosto che in Europa).
La seconda causa è la "disoccupazione frizionale" (frictional unemployment), causata dal fatto che un lavoratore cerca il lavoro tipicamente lungo l'arco di alcune settimane siccome non accetta sempre la primissima offerta che gli capita e/o non è il profilo adatto a ogni offerta. Per esempio, un laureato in economia e specializzato in marketing della moda potrebbe non accettare le numerose offerte di lavoro come pulitore di bagni e, se gli venissero offerti dei posti come manager, potrebbe non accettare posti in aziende di prodotti agroalimentari, chimici e tecnologici.
Una legge molto nota nel campo della disoccupazione è la legge di Okun, legata al tasso naturale di disoccupazione e alla disoccupazione ciclica.

## Accenno ai modelli economici
Lo studio delle variabili macroeconomiche impiega modelli economici (rappresentazioni semplificate della realtà) elaborati per spiegare il funzionamento dell'economia nelle prospettive temporali considerate. Ad esempio:
- il modello IS-LM (Investment Saving - Liquidity Money), che analizza l'equilibrio economico e le sue variazioni nel breve periodo;
- il modello AD-AS (Aggregate Supply – Aggregate Demand), che analizza il processo di aggiustamento dell'equilibrio economico, che opera nel medio periodo a seguito delle variazioni di breve periodo;
- i modelli appartenenti alla teoria della crescita, che analizzano le determinanti del processo di crescita di lungo periodo.

La teoria dello sviluppo economico analizza le cause che determinano variazioni del reddito (Y), variabile oggetto di studio della teoria del ciclo economico. La crescita della domanda aggregata [sommatoria dei consumi (C) e degli investimenti (I) delle famiglie e delle imprese, della spesa dei beni e servizi (G) e dei trasferimenti (TR) dello Stato, delle esportazioni (X) al netto delle imposte (TA) e delle importazioni (M)], incrementa il processo produttivo e aumenta il reddito.

## Trattazione matematica

### Definizioni

#### Notazioni
I principali concetti della teoria macroeconomica sono spesso indicati con questa notazione, presente nei libri di testo universitari e nella formulazione originale di John Maynard Keynes:
- {\displaystyle Y}: reddito nazionale
- {\displaystyle Y_{d}}: reddito disponibile
- {\displaystyle T}: tributi o prelievo fiscale
- {\displaystyle t}: aliquota fiscale, con {\displaystyle 0<t<1}
- {\displaystyle C}: consumi
- {\displaystyle S}: risparmi
- {\displaystyle I}: investimenti
- {\displaystyle G}: spesa pubblica
- {\displaystyle B}: bilancio dello Stato.

#### Il prodotto interno lordo
Il PIL è definibile in due modi equivalenti:
- complesso dei redditi prodotti;
- somma di consumi, investimenti e spesa pubblica.

A consuntivo di fine anno queste due modalità di calcolo devono portare allo stesso risultato.

#### Il redditopro-capite
A partire dal PIL è definibile il reddito pro-capite medio come il rapporto tra il PIL e il numero dei cittadini: è evidente la correlazione diretta fra la ricchezza individuale e quella nazionale.
L'eguaglianza fra PIL e valore aggiunto è l'equazione fondamentale della contabilità nazionale.
A partire dalle precedenti notazioni si possono dare una serie di definizioni, oltre a quella iniziale del PIL.

#### Tributi
L'ammontare {\displaystyle T} del prelievo o gettito fiscale è pari a:
{\displaystyle T=t\cdot Y}, ossia deriva da un'aliquota (pressione fiscale media) applicata al reddito nazionale.

#### Bilancio dello Stato
Il bilancio dello Stato {\displaystyle B} è dato dalla differenza fra entrate (imposte) e uscite (spesa pubblica + trasferimenti):
{\displaystyle B=T-(G+TR)}
In generale:
{\displaystyle B><=0}. Il bilancio può presentarsi in avanzo, disavanzo o in pareggio (saldo primario).

#### Reddito disponibile
Il reddito disponibile delle famiglie è definito come il reddito totale al netto del prelievo fiscale:
{\displaystyle Y_{d}=Y-T}

#### Consumi
Fra consumi e reddito disponibile viene ipotizzata l'esistenza di una relazione analitica lineare (ipotesi semplificativa).
La relazione non lega direttamente consumi e reddito nazionale, ma consumi e reddito disponibile, evidenziando come il carico fiscale riduce la possibilità di spesa dei soggetti economici.
{\displaystyle C=C(Y_{d})=c_{0}+c\cdot Y_{d}}, dove {\displaystyle 0<c<1}
La precedente equazione è detta funzione di consumo. L'equazione, come da ipotesi, ha il grafico di una retta presentandosi nella forma descritta dall'equazione di una retta:
{\displaystyle y=y_{0}+m\cdot x}
Dalla funzione di consumo ipotizzata si ricava che la pendenza della retta è:
{\displaystyle c={\frac {\Delta _{C}}{\Delta _{Y_{d}}}}}
dove {\displaystyle c} è detto propensione marginale al consumo.
{\displaystyle c_{0}}rappresenta il consumo improrogabile, quello cioè necessario per la sopravvivenza di una persona.

#### Risparmio
Risparmio e consumi sono le due componenti del reddito disponibile. Per differenza si ha che il risparmio privato S è:
{\displaystyle S=Y_{d}-C}
Allo stesso modo dei consumi, fra risparmio e reddito disponibile viene ipotizzata una relazione analitica lineare.
{\displaystyle S=S(Y_{d})=s_{0}+s\cdot Y_{d}}, dove {\displaystyle 0<s<1}
Dall'equazione della precedente retta, si ricava che la pendenza è:
{\displaystyle s={\frac {\Delta _{S}}{\Delta _{Y_{d}}}}}
dove {\displaystyle s} è detta propensione marginale al risparmio.
La relazione fra propensione marginale al consumo e propensione marginale al risparmio è:
{\displaystyle c=1-s}.
ricavabile dalla definizione di risparmio, sostituendovi le funzioni di consumo e di risparmio.

#### Il PIL come complesso dei redditi prodotti
Il PIL o ricchezza nazionale può essere definito come complesso dei redditi prodotti (somma di consumi C, investimenti I e spesa pubblica G) pari a:
{\displaystyle Y=C+I+G}
Per dedurre gli effetti sul reddito di un aumento della spesa pubblica e/o delle tasse si sostituisce a {\displaystyle C} la funzione dei consumi:
{\displaystyle Y=c_{0}+c\cdot Y_{d}+I+G}
Abbiamo detto anche che il PIL è somma di consumi, risparmi e spesa pubblica. Esso deve dunque eguagliare il valore aggiunto della precedente definizione (somma di consumi, investimenti e spesa pubblica). Si ha:
{\displaystyle Y=C+R+G=C+I+G}
da cui:
{\displaystyle R=I}
Eguagliando i due membri dell'equazione si ottiene che i risparmi sono uguali agli investimenti, ossia che i risparmi finanziano gli investimenti produttivi. L'equazione è tendenziale, non vera in ogni istante.

### Moltiplicatore sul reddito della spesa pubblica
Per vedere il solo effetto di una variazione della spesa pubblica sul reddito nazionale, si ipotizza di agire a parità di altri fattori, e che {\displaystyle T=0}:
{\displaystyle \Delta _{Y}=c\cdot \Delta {Y_{d}}+\Delta _{G}=c\cdot \Delta _{Y}+\Delta _{G}={\frac {1}{1-c}}\cdot \Delta _{G}}
Il fattore {\displaystyle {\frac {1}{1-c}}} è detto moltiplicatore sul reddito della spesa pubblica poiché il suo valore è sempre maggiore dell'unità: quindi, a fronte di un aumento della spesa pubblica di 10, si avrà un aumento del reddito pari a 11, 20, etc., con un ritorno più che proporzionale.
Infatti, posto:
{\displaystyle {\frac {1}{1-c}}>1},
si ottiene che:
{\displaystyle c>0}, vero {\displaystyle \forall c} (essendo {\displaystyle 0<c<1})
Un intervento di aumento sulla spesa pubblica genera dunque un incremento del reddito nazionale. Il finanziamento di questa spesa è un problema distinto e può avvenire in vari modi impiegando un avanzo di bilancio, con indebitamento dello Stato o con pari entrate fiscali.
Il moltiplicatore sul reddito della spesa pubblica ha una formulazione leggermente diversa se si tiene conto che questa spesa venga finanziata, in parte o integralmente, con le tasse:
{\displaystyle \Delta _{Y}=c\cdot \Delta {Y_{d}}+\Delta _{G}=c\cdot \Delta _{Y}-c\cdot t\cdot \Delta _{Y}+\Delta _{G}={\frac {1}{1-c\cdot (1-t)}}\cdot \Delta _{G}}.
Il moltiplicatore è anche in questo caso sempre maggiore dell'unità. Infatti, posto:
{\displaystyle {\frac {1}{1-c\cdot (1-t)}}>1},
si ottiene che:
{\displaystyle c\cdot (1-t)>0}, vero {\displaystyle \forall c} e {\displaystyle \forall t}
Inoltre in tutti i casi quanto più piccola è la propensione al risparmio {\displaystyle (1-c)} ossia tanto maggiore è la propensione ai consumi, tanto più alto è l'aumento di ricchezza nazionale, qualunque azione venga intrapresa (riduzione delle tasse, spesa pubblica, spesa in disavanzo). Fu Keynes ad affermare che la domanda è un dato ed è il motore della crescita economica, ovvero che l'economia è consumistica: la domanda è infatti una domanda di consumo.

### Moltiplicatore sul reddito delle imposte
Una riduzione delle imposte genera invece il seguente effetto sul reddito prodotto:
{\displaystyle \Delta _{Y}=c\cdot \Delta {Y_{d}}=c\cdot (\Delta _{Y}-\Delta _{T})=-{\frac {c}{1-c}}\cdot \Delta _{T}}
Il segno negativo indica che un incremento del reddito deriva da una riduzione delle tasse ({\displaystyle \Delta _{T}} negativo).
Il fattore {\displaystyle {\frac {c}{1-c}}} è detto moltiplicatore sul reddito delle tasse o anche moltiplicatore della leva fiscale, perché è sempre maggiore dell'unità. Infatti, posto:
{\displaystyle -{\frac {c}{1-c}}>1},
si ottiene un'identità, vera {\displaystyle \forall c} ({\displaystyle 0>-1})
Una riduzione dell'ammontare di tasse equivale a una riduzione della pressione fiscale definita come rapporto fra le entrate (che sono tasse e imposte) e il PIL.

### Confronto fra i due moltiplicatori
La spesa pubblica ha un moltiplicatore sul reddito nazionale più alto di quello che ha la riduzione delle imposte. In altri termini un aumento della spesa pubblica o un taglio delle tasse hanno lo stesso effetto sul bilancio pubblico, ma un effetto differente sul reddito nazionale: in generale per incrementare la ricchezza di una nazione è più conveniente un intervento diretto dello Stato tramite la spesa pubblica rispetto ad un taglio delle imposte.
Infatti il moltiplicatore (sul reddito) della spesa pubblica è maggiore di quello derivante da una riduzione delle imposte:
{\displaystyle {\frac {\Delta _{Y}}{\Delta _{G}}}={\frac {1}{1-c}}}
{\displaystyle {\frac {\Delta _{Y}}{\Delta _{T}}}=-{\frac {c}{1-c}}}
Da cui:
{\displaystyle {\frac {\Delta _{Y}}{\Delta _{G}}}>{\frac {\Delta _{Y}}{\Delta _{T}}}}, essendo per ipotesi {\displaystyle 0<c<1} (confrontando i due moltiplicatori, si ottiene {\displaystyle 1>-c}, vera {\displaystyle \forall c}).

#### Confronto in funzione dell'aliquota fiscale
Il risultato è confermato anche confrontando i due moltiplicatori nella loro forma più generale.
Il moltiplicatore delle tasse sul reddito, sostituendo a {\displaystyle \Delta _{T}=t\cdot \Delta _{Y}}, diventa:
{\displaystyle \Delta _{Y}=-{\frac {c\cdot t}{1-c}}\cdot \Delta _{T}}
Se si confronta con il moltiplicatore della spesa pubblica sul reddito in funzione dell'aliquota fiscale, si ottiene che:
{\displaystyle {\frac {1}{1-c\cdot (1-t)}}>-{\frac {c\cdot t}{1-c}}}, da cui:
{\displaystyle c\cdot t^{2}+c\cdot t+1-c\cdot (1+c\cdot t)>0}, che è una quantità sempre positiva.

### Il teorema del bilancio in pareggio

#### Enunciato del teorema
Il teorema del bilancio in pareggio afferma che l'aumento del reddito è massimo quando ogni incremento di spesa pubblica è corrisposto da un analogo incremento delle entrate cioè non vi sia disavanzo pubblico o deficit pubblico. Il valore di questo incremento massimo del reddito è pari all'esatto ammontare della spesa pubblica.
L'incremento di reddito di una spesa pubblica finanziata da un incremento delle tasse sarà infatti dato dalla somma dei due moltiplicatori (della spesa pubblica e delle tasse):
{\displaystyle \Delta Y={\frac {1}{1-c}}\cdot (\Delta G-c\cdot \Delta T)}
Se {\displaystyle \Delta B=0}, ossia {\displaystyle \Delta G=\Delta T}, sostituendo si ha che:
{\displaystyle \Delta Y=\Delta G=\Delta T}
Se aumentiamo spesa pubblica e imposte in modo da lasciare invariato il saldo del bilancio pubblico, il reddito varia di questo stesso ammontare.

#### Considerazioni economiche
Per il teorema del bilancio in pareggio l'aumento del PIL (ricchezza nazionale) prodotto dalla spesa pubblica è massimo quando il disavanzo pubblico è pari a zero. L'effetto è più contenuto quando il disavanzo è diverso da zero. Alcuni sostenitori del deficit spending si richiamano alle precedenti teorie keynesiane per favorire la crescita economica, mentre l'analisi di merito mostra che, proprio secondo il teorema del pareggio di bilancio, non è conveniente la spesa in disavanzo.
Secondo gli economisti moderni, la spesa in disavanzo conviene solo per temporanee condizioni di crescita del reddito prossima allo zero, o negativa, mentre un avanzo pubblico non è conveniente dal punto di vista della ricchezza nazionale perché non produce aumenti del reddito. La spesa pubblica per Keynes ha come unico obiettivo la piena occupazione e la pubblica utilità.
Un risultato sorprendente del teorema è invece che un avanzo del bilancio pubblico ha un effetto negativo sulla spesa pubblica, perciò, strutturalmente la pubblica amministrazione tende a non avere risparmi. Questa non avendo strutturalmente grandi risparmi, non è il motore degli investimenti produttivi: la spesa pubblica è infatti un termine diverso dagli investimenti produttivi, la cui peculiarità è invece l'orientamento al profitto.
La componente occupazionale della spesa è essenziale per l'impatto di moltiplicatore economico di questa. Se la congiuntura è negativa, le grandi opere pubbliche hanno un ruolo anticiclico se provengono da settori che non siano ad alta intensità di capitale, ma labour intensive.
Da un lato gli investimenti richiedono la domanda e i consumi, dall'altro sono possibili soltanto con i risparmi (che sono rinunce di consumo) dei cittadini. Ciò vale sia per consumi e risparmio dei cittadini che per consumi e risparmi delle imprese. Questa dualità trova però un punto di equilibrio.
Dei tre soggetti economici, escluso lo Stato, resta che la fonte degli investimenti produttivi sono i risparmi delle stesse imprese e principalmente dei cittadini. L'efficacia nella stimolazione della domanda è però sempre maggiore nel caso della spesa pubblica che produce il maggior aumento della ricchezza nazionale (e tasso di crescita annuo).
La macroeconomia disconosce l'opportunità delle teorie reaganiane di riduzione delle tasse in favore di un intervento diretto dello Stato nell'economia (con la spesa pubblica).
Tradizionalmente, l'austerità e il pareggio di bilancio sono obiettivi opposti alla piena occupazione ed alla spesa pubblica. Il teorema mostra che la spesa pubblica è conveniente quando si è raggiunto il pareggio.

#### Possibili critiche alla teoria del bilancio in pareggio
Gli economisti odierni concordano sulla convenienza della spesa in disavanzo in situazioni di recessione o crescita lenta del PIL (inferiore al 4% annuo) per la quale lo Stato spende in misura maggiore delle sue entrate aumentando il debito sovrano e quindi la moneta nel sistema. Anche una spesa pubblica in disavanzo produce un aumento del PIL maggiore ed è più efficace di una riduzione della pressione fiscale.
Infatti, il moltiplicatore della spesa pubblica sul reddito è, comunque, maggiore di quello fiscale. Quindi, l'incremento di reddito derivante dalla spesa pubblica è più che proporzionale alla riduzione dovuta all'aumento della pressione fiscale per finanziare tale spesa. A patto, tuttavia, che il maggior carico fiscale si traduca in domanda interna e non, come in parte accade attualmente nei paesi fortemente indebitati, in trasferimenti di valuta all'estero.